# Erioptera pallidivena
Erioptera pallidivena là một loài ruồi trong họ Limoniidae. Chúng phân bố ở miền Cổ bắc.